# 4,4′-Methylenbis(cyclohexylamin)
4,4′-Methylenbis(cyclohexylamin) (kurz: MBCA) ist eine chemische Verbindung aus der Gruppe der aliphatischen Amine.

## Gewinnung und Darstellung
4,4′-Methylenbis(cyclohexylamin) kann durch Hydrierung von 4,4′-Diaminodiphenylmethan mit einem Rutheniumkatalysator gewonnen werden.

## Eigenschaften
4,4′-Methylenbis(cyclohexylamin) ist ein brennbarer, schwer entzündbarer, hell beiger Feststoff, der schwer löslich in Wasser ist.

## Verwendung
4,4′-Methylenbis(cyclohexylamin) wird als Epoxidharzhärter verwendet. Es ist weiterhin ein vielseitiges Zwischenprodukt zur Herstellung von Leder- und Kautschukprodukten, Kunststoffen, Farbstoffen und lichtempfindlichen Polymeren. Es wird bei der Herstellung von Diisocyanaten und Polyamiden eingesetzt. Es wird auch als Schmiermitteladditiv und Korrosionshemmer verwendet.